# POLR3G
POLR3G (англ. RNA polymerase III subunit G) – білок, який кодується однойменним геном, розташованим у людей на короткому плечі 5-ї хромосоми. Довжина поліпептидного ланцюга білка становить 223 амінокислот, а молекулярна маса — 25 914.
| 10         |  | 20         |  | 30         |  | 40         |  | 50         |
| ---------- |  | ---------- |  | ---------- |  | ---------- |  | ---------- |
| MAGNKGRGRA |  | AYTFNIEAVG |  | FSKGEKLPDV |  | VLKPPPLFPD |  | TDYKPVPLKT |
| GEGEEYMLAL |  | KQELRETMKR |  | MPYFIETPEE |  | RQDIERYSKR |  | YMKVYKEEWI |
| PDWRRLPREM |  | MPRNKCKKAG |  | PKPKKAKDAG |  | KGTPLTNTED |  | VLKKMEELEK |
| RGDGEKSDEE |  | NEEKEGSKEK |  | SKEGDDDDDD |  | DAAEQEEYDE |  | EEQEEENDYI |
| NSYFEDGDDF |  | GADSDDNMDE |  | ATY        |  |            |  |            |

A: Аланін

C: Цистеїн

D: Аспарагінова кислота

E: Глутамінова кислота

F: Фенілаланін

G: Гліцин

I: Ізолейцин

K: Лізин

L: Лейцин

M: Метіонін

N: Аспарагін

P: Пролін

Q: Глутамін

R: Аргінін

S: Серин

T: Треонін

V: Валін

W: Триптофан

Кодований геном білок за функцією належить до фосфопротеїнів. 
Задіяний у таких біологічних процесах, як імунітет, вроджений імунітет, транскрипція, противірусний захист. 
Локалізований у ядрі.